# San Pietro Clarenza
San Pietro Clarenza är en ort och kommun i storstadsregionen Catania, innan 2015 provinsen Catania, i regionen Sicilien i sydvästra Italien. Kommunen hade 7 862 invånare (2017).